# Equazione di Saha
L'equazione di Saha, nota anche come equazione di Saha-Langmuir, è una equazione matematica che descrive in modo elementare lo stato di ionizzazione di un plasma al variare della temperatura.
Deve il nome all'astrofisico indiano Meghnad Saha che la introdusse nel 1920; Irving Langmuir la formulò in modo indipendente nel 1923. Trova fondamentale applicazione in astrofisica, nell'interpretazione degli spettri stellari. 
Viene solitamente dedotta combinando concetti di meccanica quantistica e di meccanica statistica.

## Equazione
Trascurando le costanti dimensionali, ovvero scegliendo un opportuno sistema di unità di misura, l'equazione ha la forma elementare:
{\displaystyle \log n_{e}+\log n_{i}-\log n=f(T)}
dove:
{\displaystyle f(T)={\frac {3}{2}}\log T-{\frac {E_{0}}{T}}}

## Approfondimento
Per un gas ad una temperatura sufficientemente elevata, la collisione termica degli atomi ionizza alcuni di essi. Uno o più elettroni normalmente presenti negli orbitali atomici sfuggono al nucleo cui sono legati, formando una nube elettronica che coesiste con il gas ionizzato e con i restanti atomi allo stato neutro. Questo stato della materia è detto plasma. L'equazione di Saha descrive lo stato di ionizzazione del plasma in funzione della temperatura, della densità e dell'energia di ionizzazione degli atomi e ha validità solo per plasmi debolmente ionizzati per i quali è rilevante la lunghezza di Debye. In queste condizioni, la schermatura di carica degli elettroni e degli ioni da parte di altri ioni ed elettroni è trascurabile, così come sono trascurabili il conseguente abbassamento dei potenziali di ionizzazione e la variazione della funzione di partizione.
Per un gas composto da una singola specie atomica, l'equazione di Saha assume la forma:
{\displaystyle {\frac {n_{i+1}n_{e}}{n_{i}}}={\frac {2}{\Lambda ^{3}}}{\frac {g_{i+1}}{g_{i}}}\exp \left[-{\frac {(\varepsilon _{i+1}-\varepsilon _{i})}{k_{B}T}}\right]}
laddove:
- {\displaystyle n_{i}} è la densità degli atomi nell'i-simo stato di ionizzazione, caratterizzato da i elettroni rimossi dall'atomo neutro
- {\displaystyle g_{i}} è il numero degli stati degeneri degli ioni i
- {\displaystyle \varepsilon _{i}} è l'energia necessaria per rimuovere i elettroni da un atomo neutro
- {\displaystyle n_{e}} è la densità elettronica
- {\displaystyle \Lambda } è la lunghezza d'onda dell'elettrone

{\displaystyle \Lambda ={\sqrt {\frac {h^{2}}{2\pi m_{e}\,k_{B}T}}}}
- {\displaystyle m_{e}} è la massa di un elettrone
- {\displaystyle T} è la temperatura del gas (in unità energetiche: keV, J...)
- {\displaystyle h} è la costante di Planck
- {\displaystyle k_{B}} è costante di Boltzmann

Nel caso in cui un solo livello di ionizzazione sia rilevante, si ha {\displaystyle n_{1}=n_{e}} e, definendo la densità totale n  come {\displaystyle n=n_{0}+n_{1}}, l'equazione si semplifica nella forma:
{\displaystyle {\frac {n_{e}^{2}}{n-n_{e}}}={\frac {2}{\Lambda ^{3}}}{\frac {g_{1}}{g_{0}}}\exp \left[{\frac {-\varepsilon }{k_{B}T}}\right]}
dove {\displaystyle \varepsilon } è l'energia di ionizzazione.
L'equazione di Saha è utile per calcolare la densità di particelle in due diversi stati di ionizzazione.  A tale scopo, la forma più utile dell'equazione è la seguente:
{\displaystyle {\frac {Z_{i}}{N_{i}}}={\frac {Z_{i+1}Z_{e}}{N_{i+1}N_{e}}}},
dove Z denota la funzione di partizione.  L'equazione di Saha può essere vista come una riaffermazione della condizione di equilibrio dei potenziali chimici:
{\displaystyle \mu _{i}=\mu _{i+1}+\mu _{e}}